# Adrian Zieliński
Adrian Edward Zieliński (Nakło nad Notecią, 28 de marzo de 1989) es un deportista polaco que compitió en halterofilia. Su hermano Tomasz también compite en halterofilia.
Participó en los Juegos Olímpicos de Londres 2012, obteniendo una medalla de oro en la categoría de 85 kg. Ganó tres medallas en el Campeonato Mundial de Halterofilia entre los años 2010 y 2015, y una medalla de oro en el Campeonato Europeo de Halterofilia de 2014.

## Palmarés internacional
| Juegos Olímpicos   | Juegos Olímpicos         | Juegos Olímpicos  | Juegos Olímpicos |
| Año                | Lugar                    | Medalla           | Categoría        |
| ------------------ | ------------------------ | ----------------- | ---------------- |
| 2012               | Londres (Reino Unido)    | Medalla de oro    | 85 kg            |
| Campeonato Mundial |                          |                   |                  |
| Año                | Lugar                    | Medalla           | Categoría        |
| 2010               | Antalya (Turquía)        | Medalla de oro    | 85 kg            |
| 2011               | París (Francia)          | Medalla de bronce | 85 kg            |
| 2015               | Houston (Estados Unidos) | Medalla de plata  | 94 kg            |
| Campeonato Europeo |                          |                   |                  |
| Año                | Lugar                    | Medalla           | Categoría        |
| 2014               | Tel Aviv (Israel)        | Medalla de oro    | 94 kg            |